# Higashi-ku (Sapporo)

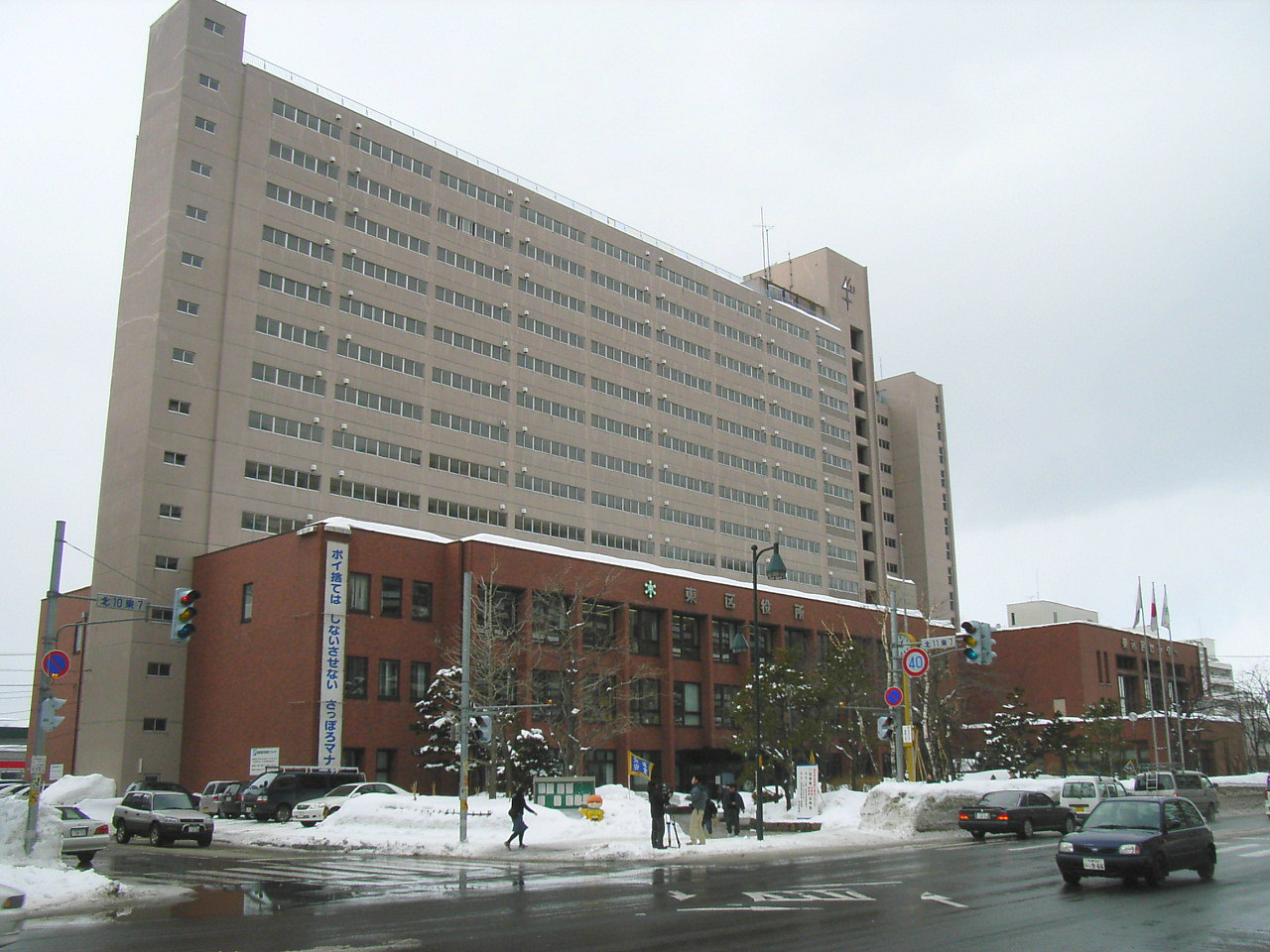
Higashi-ku, escritório do ward

Coordenadas:
Higashi-ku, Sapporo (東区、札幌) é um dos 10 wards em Sapporo, Hokkaidō, Japão. É diretamente traduzido como " ward do leste", e é circundado por Kita-ku, Chuo-ku, Shiroishi-ku, Ebetsu, Tobetsu.

## Visão global
De acordo com o jūminhyō (registro de endereços residenciais atuais e figuras) em 2008, 254,360 pessoas estavam vivendo em Higashi-ku. Tem 57.13 km² de área, e um número de rios estão localizados no ward incluindo o rio Toyohira.
O ward tem um personagem mascote, Tappy, que é desenhado como uma cebola fictícia e nomeado em 1993 como uma Palavra-valise de "Tamanegi (significa cebola em Japonês) " e "ha ppy". A cebola é um dos vegetais essencialmente plantados em Higashi-ku, e esta é a razão do porquê Tappy é associado com cebola.

## História
Originalmente, no lugar onde Higashi-ku está atualmente localizada, Vila Naebo e Vila Okadama foram formadas pelos pioneiros do lado de fora de Hokkaido desde 1870. Vila Sapporo foi estabelecida em 1871, e Vila Kariki foi estabelecida em 1873. Em 1902, as aldeias Naebo, Okadama, e Kariki foram incorporadas dentro da aldeia de Sapporo, que ficou quase com a mesma medida da atual Higashi-ku.
Em 1955, a aldeia Sapporo foi incorporada na Cidade de Sapporo, e em 1972, Sapporo foi listada como uma das designadas por portaria do governo, que permitiu Higashi-ku a entrar em existência. Em 1988, a linha Tōhō do Metrô de Sapporo foi colocada, e um número de estações de metrô foram colocadas em algumas localidades de Higashi-ku.

## Economia
A sede do Hokkaido Air System está localizada na propriedade do Aeroporto de Okadama em Okadama-chō. Anteriormente a companhia aérea era sediada no terminal do Novo Aeroporto de Chitose em Chitose.
Em abril de 2004, Air Nippon Network era sediada em Higashi-ku.

## Pontos de interesse
- Aeroporto de Okadama - um aeroporto localizado em Okadama.
- Moerenuma park – um parque desenhado por Isamu Noguchi, um artista Americano-Japonês.
- Sapporo Satoland - um dos pontos de encontro do Sapporo Snow Festival.
- Sapporo Beer Museum – o único museu da cerveja no Japão.
- Sapporo Community Dome – um ponto de encontro de esportes e eventos, o qual é conhecido também por seu apelido "Tsu-Dome".
- Universidade Sapporo Ōtani e Sapporo Ōtani Junior College